# Grajcar (broń)

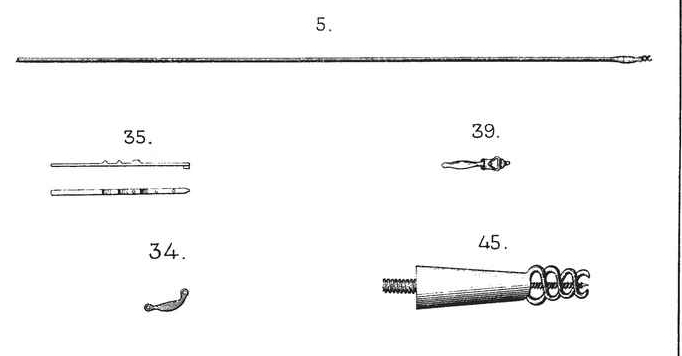
XIX-wieczny rosyjski grajcar (nr 45) i stempel z przykręconym grajcarem

Grajcar (także: grajcarek lub (staropol.) krajcar; z niem. Krätzer – skrobacz lub od kratzen – skrobać, drapać, gręplować) – przyrząd służący do rozładowania historycznej broni odprzodowej – przypominający podwójny korkociąg lub w postaci wkręta albo będący połączeniem obu tych rozwiązań, nakręcany na stempel (pobojczyk), wkręcany w ołowiany pocisk w lufie – w celu usunięcia niewypału lub zamokniętego ładunku. Używany także do czyszczenia lufy. Także przyrząd w postaci pręta o odpowiednim zakończeniu do wykręcania przedmiotów uwięzłych w rurach lub lufach.